# Södermanlands och Östergötlands försvarsområde
Södermanlands och Östergötlands försvarsområde (Fo 43) var ett försvarsområde inom svenska armén som verkade i olika former åren 1942–2000. Försvarsområdesstaben var förlagd i Strängnäs garnison i Strängnäs.

## Historia
Södermanlands och Östergötlands försvarsområde bildades den 1 oktober 1942 som Strängnäs försvarsområde och var direkt underställd militärbefälhavaren för IV. militärområdet. I samband med OLLI-reformen, vilken genomfördes inom försvaret åren 1973–1975, sammanslogs Södermanlands regemente med Strängnäs försvarsområde (Fo 43). Från den 1 juli 1973 bildades försvarsområdesregementet P 10/Fo 43. Detta medförde att Södermanlands regemente blev ett A-förband (försvarsområdesregemente), med övriga förband inom försvarsområdet blev B-förband (utbildningsförband). Inom ett försvarsområde tillfördes A-förbanden det samlade mobiliserings- och materialansvaret, där B-förband svarade endast som ett utbildningsförband.
Inför försvarsbeslutet 1996 föreslogs en ny försvarsområdesindelningen, vilket innebar att tre försvarsområdesstaber inom Mellersta militärområdet skulle avvecklas senast den 31 december 1997. De tre staber som föreslogs för avveckling återfanns i Gävle, Linköping och Västerås. Gällande Östergötlands försvarsområde stab i Linköping föreslogs den tillsammans med Södermanlands försvarsområde med stab i Strängnäs att bilda ett gemensamt försvarsområde. Den 31 december 1997 upplösts och avvecklades Östergötlands försvarsområde och uppgick den 1 januari 1998 i Södermanlands försvarsområde (Fo 43) som samtidigt antog namnet Södermanlands och Östergötlands försvarsområde (Fo 53). Som stöd till hemvärn och frivilligverksamheten inom före detta Östergötlands försvarsområde bildades försvarsområdesgruppen Livgrenadjärgruppen.
Inför försvarsbeslutet 2000 föreslog regeringen i sin propositionen för riksdagen, att den taktiska nivån bör reduceras genom att fördelnings- och försvarsområdesstaber samt marinkommandon och flygkommandon skulle avvecklas. Detta för att utforma ett armétaktiskt, marintaktiskt respektive flygtaktiskt kommando vilka skulle samlokaliseras med operationsledningen. Förslaget innebar att samtliga försvarsområdesstaber skulle avvecklas, vilket inkluderade Södermanlands och Östergötlands försvarsområde. Södermanlands och Östergötlands försvarsområde kom därmed att upplösas och avvecklas den 30 juni 2000. Som stöd till hemvärn och frivilligverksamheten inom före detta Södermanlands försvarsområde bildades militärdistriktsgruppen Södermanlandsgruppen.

## Förläggningar och övningsplatser
När försvarsområdet bildades förlades staben till Roggeborgen i Strängnäs. Från den 1 oktober 1945 förlades staben till Lovisinska huset på Kyrkogatan 4. Från 1973 hade staben gemensam stab med Södermanlands regemente i Eldsundsviken, där staben kom att verka fram till att den avvecklades.

## Förbandschefer
Förbandschefen titulerades försvarsområdesbefälhavare och fick i samband med OLLI-reformen tjänstegraden överste 1. graden.

- 1942–1949: Överste John Kaleb Lundén
- 1949–1955: Överste Thor Henning Filip Holmqvist
- 1955–1959: Överste Claës Knut Gustaf Peyron
- 1959–1971: Överste Gustaf Nils Arvid Nyblæus
- 1971–1973: Överste Gilbert Murray
- 1973–1976: Överste 1. graden Stig Colliander
- 1976–1979: Överste 1. graden Nils Stenqvist
- 1979–1983: Överste 1. graden Åke Eriksson
- 1983–1991: Överste 1. graden Nils-Gunnar Lundgren
- 1991–1994: Överste 1. graden Jan Åke Andersson
- 1994–1997: Överste 1. graden Thor-Lennart Loo
- 1997–2000: Överste 1. graden Peter Lundberg

## Namn, beteckning och förläggningsort
| Strängnäs försvarsområde                       | 1942-10-01 | – | 1973-06-30 |
| Södermanlands försvarsområde                   | 1973-07-01 | – | 1997-12-31 |
| Södermanlands och Östergötlands försvarsområde | 1998-01-01 | – | 2000-06-30 |

| Fo 43 | 1942-10-01 | – | 2000-06-30 |

| Strängnäs garnison (F)  | 1942-10-01 | – | 2000-06-30 |
| Linköpings garnison (D) | 1998-01-01 | – | 2000-06-30 |